# Goldfields-Esperance

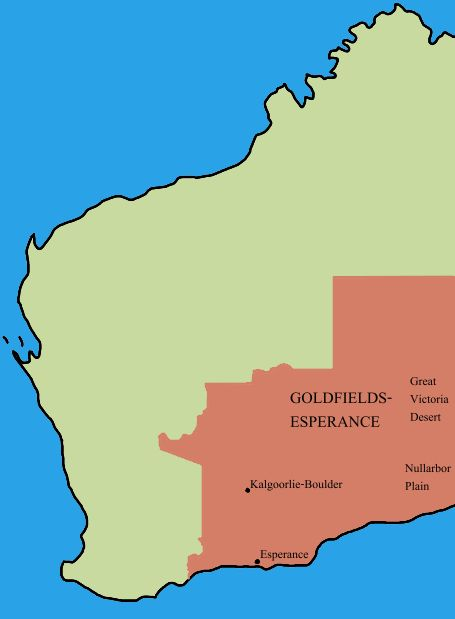
Lokalizacja regionu Goldfields-Esperance

Goldfields-Esperance – jeden z dziewięciu regionów Australii Zachodniej i zarazem największy z nich (771 276 km²), położony w południowo-wschodnim rogu stanu Australia Zachodnia. Mieszka tu około 59 tys. osób, z czego połowa w mieście Kalgoorlie.
Na terenie tego regionu znaje się Wielka Zatoka Australijska oraz nizinny obszar zwany Nullarbor.

## Podział administracyjny
Goldfields-Esperance złożony jest z takich jednostek samorządu lokalnego jak miasto Kalgoorlie-Boulder oraz hrabstwa Coolgardie, Dundas, Esperance, Laverton, Leonora, Menzies, Ngaanyatjarraku i Ravensthorpe.

## Gospodarka
Gospodarka regionu opiera się w głównej mierze na wydobyciu minerałów takich jak złoto, nikiel, a bliżej wybrzeża na rybołówstwie i rolnictwie, które jednak musi być dość obficie wspomagane przez nawożenie.